# Jan Fridrich Württemberský
Jan Fridrich Württemberský (Johann Friedrich von Württemberg, 5. května 1582, Montbéliard – 18. července 1628) byl mezi lety 1608 až 1628 sedmý vévoda württemberský. Jeho vládu ukončila smrt při cestě do města Heidenheim an der Brenz.

## Život
Jan Fridrich byl nejstarším synem Fridricha I. Württemberského, šestého vévody Württemberska, a jeho manželky Sibyly Anhaltské, dcery Jáchyma Arnošta Anhaltského. Narodil se 5. května roku 1582 v Montbéliard, kde žil až do čtyř let, než se s rodinou přestěhovali do Stuttgartu.
Dne 5. listopadu 1609 se oženil s Barbarou Žofií Braniborskou (1584–1636), dcerou kurfiřa Jáchyma Fridricha Braniborského. Z jejich manželství vzešlo devět dětí, z nichž šest se dožilo dospělosti.
- Jindřiška Württembersko-Stuttgartská (12. prosince 1610 – 18. února 1623),
- Fridrich Württembersko-Stuttgartský (15. března 1612 – 12. června 1612)
- Antonie Württemberská (24. března 1613 – 1. října 1679), zemřela bez potomků
- Eberhard III. Württemberský (16. prosince 1614 – 2. července 1674), ∞ Anna Kateřina ze Salm-Kyrburgu, Marie Dorotea Žofie z Oettingenu
- Fridrich Württembersko-Neuenstadtský (19. prosince 1615 – 24. března 1682), ⚭ 1653 Klára Augusta Brunšvicko-Wolfenbüttelská (1632–1700)
- Oldřich Württembersko-Neuenbürský (15. května 1617 – 5. prosince 1671) ⚭ Žofie Dorotea ze Solms, Izabela Arenberská
- Anna Jana Württemberská (13. března 1619 – 5. března 1679), zemřela bez potomků
- Sibyla Württemberská (4. prosince 1620 – 21. května 1707) ⚭ Leopold Fridrich Württembersko-Mömpelgardský
- Eberthal Württembersko-Stuttgartský (4. září 1623 – 9. ledna 1624)

Jan Fridrich byl dobrý, mírumilovný vládce, který ale často odhaloval své slabiny a měl tak nevýhodu ve vojenských střetech. I přesto se mu podařilo prosadit obnovení ústavy, kterou zrušil jeho otec Fridrich I. Důležitou událostí jeho života bylo i to, že nechal uvrhnout do žaláře kancléře Matthäuse Enzlina, kterého obvinil ze zpronevěry a vydírání. Za jeho vlády Württembersko zažilo spíše vzestup, avšak pravdou je, že ve skutečnosti narazil na velký dluh jeho rodu a vedl spory se svými příbuznými.
Jan Fridrich pokračoval v jednáních s evangelickými knížaty, která vedl i jeho otec Fridrich. Roku 1608 podepsal smlouvu s Protestantskou unií. V roce 1621 se společně s armádou unie přestěhoval do Falce. Jan Fridrich přísahal věrnost unii. Účastnil se bitvy u Wimpfenu (26. dubna 1622), kde maršál Tilly porazil markraběte bádenského, Jiřího Fridricha, a padl zde Janův nejmladší bratr Magnus. Krátce nato vítězná strana začala plenit severozápadní část Württemberska a v následujících letech sem opakovaně pořádala nájezdy. To region značně poškodilo.
Dne 28. května 1617 uzavřel Jan Fridrich dohodu se svými bratry: druhý nejstarší Ludvík Fridrich získal Montbéliard a stal se tak zakladatelem vedlejší linie Württembersko-Montbéliardských (zanikla 1723), další bratr, Julius Fridrich, získal Weiltingen a stal se zakladatelem vedlejší linie Württembersko-Weiltingenských (zanikla 1792). Janovi další bratři Fridrich Achilles a tehdy ještě živý Magnus získali hrady Neuenstadt a Neuenbürg. Oba dva ale zemřeli bezdětní a tak se jejich majetek vrátil zpět hlavní linii Württemberků.
Jan Fridrich Württemberský zemřel 18. července 1628, když byl na cestě do města Heidenheim an der Brenz. Jeho nástupcem se stal prvorozený syn Eberhard.